# Žuvintas
Žuvintas søen er en lavvandet sø i Alytus-distriktet i det centrale Litauen. Den har et areal på 965 ha, og er den mest lavvandede sø i Litauen med en maksimumdybde på 3 m og et gennemsnit på kun 0,6 m. Det er et paradis for vandfugle, men har også risiko for at blive til sump.

## Naturreservat
Det er et strengt beskyttet reservat. Det er det første naturreservat i Litauen, etableret af en fremragende litauisk naturforsker og ornitolog professor Tadas Ivanauskas (1882-1970) i 1937. Žuvintas Strict Nature Reserve blev optaget på den internationale liste over vådområder af international betydning (Ramsar-konventionen) i 1993. Žuvintas biosfærereservat har siden 2004 status som vigtigt fugleområde (IBA) og område af fællesskabsbetydning (SAC) i overensstemmelse med de fastlagte kriterier for europæiske bevaringsterritorier for naturlige habitater og vilde dyr og planter. I 2011 er det blevet et UNESCO- biosfærereservat.